# Антипенко Тетяна Миколаївна
Тетя́на Микола́ївна Анти́пенко (відома також під дошлюбним прізвищем Завалі́й; нар. 24 вересня 1981, Угроїди, СРСР) — українська лижниця, що спеціалізується на лижних перегонах. Учасниця трьох зимових Олімпійських ігор (2006, 2010, 2014). Срібна призерка зимової Універсіади (2009). Майстер спорту України міжнародного класу.

## Життєпис
Тетяна Завалій народилася у селищі міського типу Угроїди, що на Сумщині. До лижної секції потрапила, навчаючись у третьому класі. Втім, за словами самої Тетяни, їй завжди значно більше подобався футбол і лише відсутність футбольних секцій для дівчат завадили їй займатися саме цим видом спорту. Першою тренеркою юної спортсменки стала Світлана Байда.
На етапах Кубка світу Завалій дебютувала 14 лютого 2004 року. У січні 2006 року вперше потрапила до чільної десятки спортсменів у змаганнях з естафети. Крім того, вона має дотепер ще 4 потрапляння на етапах Кубка світу до 30 найкращих (усі в командних змаганнях; в індивідуальному заліку Завалій не підіймалася вище 40-го місця).
У 2006 році Тетяна вперше взяла участь у зимових Олімпійських іграх, що проходили в Турині. Вона змагалася за нагороди у чотирьох дисциплінах: 10 км класичною ходою, командний спринт, скіатлон 7,5+7,5 км та естафета. Лише у останній дисципліні їй вдалося зайняти 8 позицію у підсумковій таблиці, в усіх інших високих результатів показати не змогла.
На зимовій Універсіаді 2009 в Харбіні Тетяна Завалій здобула срібну нагороду в естафетних змаганнях.
Зимові Олімпійські ігри у Ванкувері стали другими в кар'єрі української лижниці. Втім, результати, як і на минулих Іграх, були не найкращими. Слід відзначити лише доволі високе 21-ше місце Завалій у мас-старті на 30 км.
У лютому 2014 року спортсменка взяла участь у зимових Олімпійських іграх в Сочі, цього разу під прізвищем Антипенко. 8 лютого Посіла 52 місце у змаганнях зі скіатлону, а 5 днів потому показала 30-й час у змаганнях на 10-кілометровій дистанції.

## Виступи на Олімпійських іграх
| Змагання                     | Місто     | 10 км. | 30 км. | 15 км. (скіат.) | Естаф. 4х5 км. | Спринт (ком.) |
| ---------------------------- | --------- | ------ | ------ | --------------- | -------------- | ------------- |
| Зимові Олімпійські ігри 2018 | Пхьончхан | 52     |        | 45              |                |               |
| Зимові Олімпійські ігри 2014 | Сочі      | 30     | -      | 52              | 12             | -             |
| Зимові Олімпійські ігри 2010 | Ванкувер  | -      | 21     | 31              | 13             | -             |
| Зимові Олімпійські ігри 2006 | Турин     | 27     | -      | 45              | 8              | 16            |